# Badminton bei den Sommer-Paralympics
Badminton wurde erstmals bei den Sommer-Paralympics 2020 in Tokio gespielt. Auch 2024 stand Badminton im Programm der Spiele. 2020 wurden Goldmedaillen in 13 Disziplinen vergeben, 2024 in 14.

## Medaillengewinner 2020

### Männer
| Wettbewerb     | Gold                  | Silber                     | Bronze                          |
| -------------- | --------------------- | -------------------------- | ------------------------------- |
| Einzel WH1     | Qu Zimao              | Lee Sam-seop               | Dong Seop Lee                   |
| Einzel WH2     | Daiki Kajiwara        | Jung Jun Kim               | Chan Ho Yuen                    |
| Einzel SL3     | Pramod Bhagat         | Daniel Bethell             | Manoj Sarkar                    |
| Einzel SL4     | Lucas Mazur           | Suhas Yathiraj             | Setiawan Fredy                  |
| Einzel SU5     | Cheah Liek Hou        | Anrimusthi Dheva           | Nugroho Suryo                   |
| Einzel SH6     | Krishna Nagar         | Chu Man Kai                | Krysten Coombs                  |
| Doppel WH1-WH2 | Mai Jianpeng Qu Zimao | Jung Jun Kim Dong Seop Lee | Daiki Kajiwara Hiroshi Murayama |

### Frauen
| Wettbewerb     | Gold                                  | Silber                 | Bronze                            |
| -------------- | ------------------------------------- | ---------------------- | --------------------------------- |
| Einzel WH1     | Sarina Satomi                         | Sujirat Pokkham        | Yin Menglu                        |
| Einzel WH2     | Liu Yutong                            | Xu Tingting            | Yuma Yamazaki                     |
| Einzel SL4     | Cheng Hefang                          | Leani Ratri Oktila     | Ma Huihui                         |
| Einzel SU5     | Yang Qiuxia                           | Ayako Suzuki           | Sugino Akiko                      |
| Doppel WH1-WH2 | Sarina Satomi Yuma Yamazaki           | Liu Yutong Yin Menglu  | Sujirat Pookkham Amnouy Wetwithan |
| Doppel SL3-SU5 | Leani Ratri Oktila Sadiyah Khalimatus | Cheng Hefang Ma Huihui | Noriko Ito Ayako Suzuki           |

### Mixed
| Wettbewerb     | Gold                            | Silber                    | Bronze                        |
| -------------- | ------------------------------- | ------------------------- | ----------------------------- |
| Doppel SL3-SU5 | Susanto Hary Leani Ratri Oktila | Lucas Mazur Faustine Noël | Daisuke Fujihara Akiko Sugino |

## Medaillengewinner 2024

### Männer
| Wettbewerb     | Gold                  | Silber                     | Bronze                          |
| -------------- | --------------------- | -------------------------- | ------------------------------- |
| Einzel WH1     | Qu Zimao              | Choi Jung-man              | Thomas Wandschneider            |
| Einzel WH2     | Daiki Kajiwara        | Chan Ho Yuen               | Kim Jung-jun                    |
| Einzel SL3     | Kumar Nitesh          | Daniel Bethell             | Mongkhon Bunsun                 |
| Einzel SL4     | Lucas Mazur           | Suhas Lalinakere Yathiraj  | Fredy Setiawan                  |
| Einzel SU5     | Cheah Liek Hou        | Suryo Nugroho              | Dheva Anrimusthi                |
| Einzel SH6     | Charles Noakes        | Krysten Coombs             | Vitor Tavares                   |
| Doppel WH1-WH2 | Jianpeng Mai Qu Zimao | Jeong Jae-gun Yu Soo-young | Daiki Kajiwara Hiroshi Murayama |

### Frauen
| Wettbewerb     | Gold                  | Silber                      | Bronze                           |
| -------------- | --------------------- | --------------------------- | -------------------------------- |
| Einzel WH1     | Sarina Satomi         | Sujirat Pookham             | Yin Menglu                       |
| Einzel WH2     | Liu Yutong            | Li Hongyan                  | Ilaria Renggli                   |
| Einzel SL3     | Xiao Zuxian           | Qonitah Ikhtiar Syakuroh    | Mariam Eniola Bolaji             |
| Einzel SL4     | Cheng Hefang          | Leani Ratri Oktila          | Helle Sofie Sagøy                |
| Einzel SU5     | Yang Qiuxia           | Thulasimathi Murugesan      | Manisha Ramadass                 |
| Einzel SH6     | Li Fengmei            | Lin Shuangbao               | Nithya Sre Sivan                 |
| Doppel WH1-WH2 | Liu Yutong Yin Menglu | Sarina Satomi Yuma Yamazaki | Sujirat Pookham Amnouy Wetwithan |

### Mixed
| Wettbewerb     | Gold                              | Silber                            | Bronze                     |
| -------------- | --------------------------------- | --------------------------------- | -------------------------- |
| Doppel SL3-SU5 | Hikmat Ramdani Leani Ratri Oktila | Fredy Setiawan Khalimatus Sadiyah | Lucas Mazur Faustine Noël  |
| Doppel SH6     | Lin Naili Li Fengmei              | Miles Krajewski Jayci Simon       | Subhan Subhan Rina Marlina |